# Albero della conoscenza del bene e del male

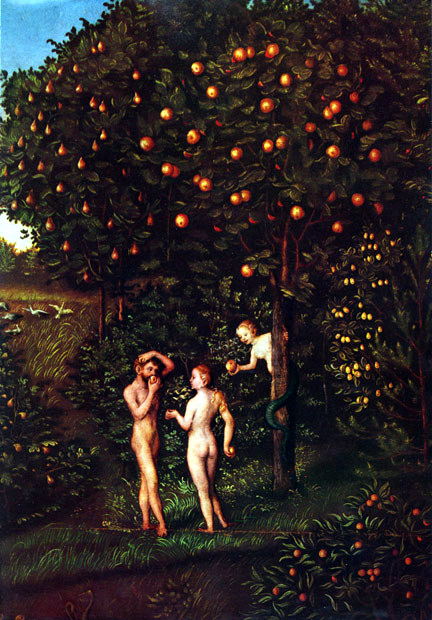
Albero della conoscenza dipinto da Lucas Cranach il Vecchio

Nelle tradizioni di discendenza biblica, l'albero della conoscenza del bene e del male (in ebraico עץ הדעת טוב ורע‎?, etz ha-daʿat tov va-raʿ), o semplicemente l'albero della conoscenza, è un albero menzionato nella Genesi e posto al centro dell'Eden insieme all'albero della vita eterna. Dio vietò ad Adamo ed Eva di mangiarne i frutti e l'infrazione del divieto, il cosiddetto peccato originale, fece perdere ai progenitori lo stato soprannaturale in cui Dio li aveva collocati e li rese sottoposti ai vincoli naturali fra cui la fatica, la sofferenza e la morte.

## Riferimenti biblici

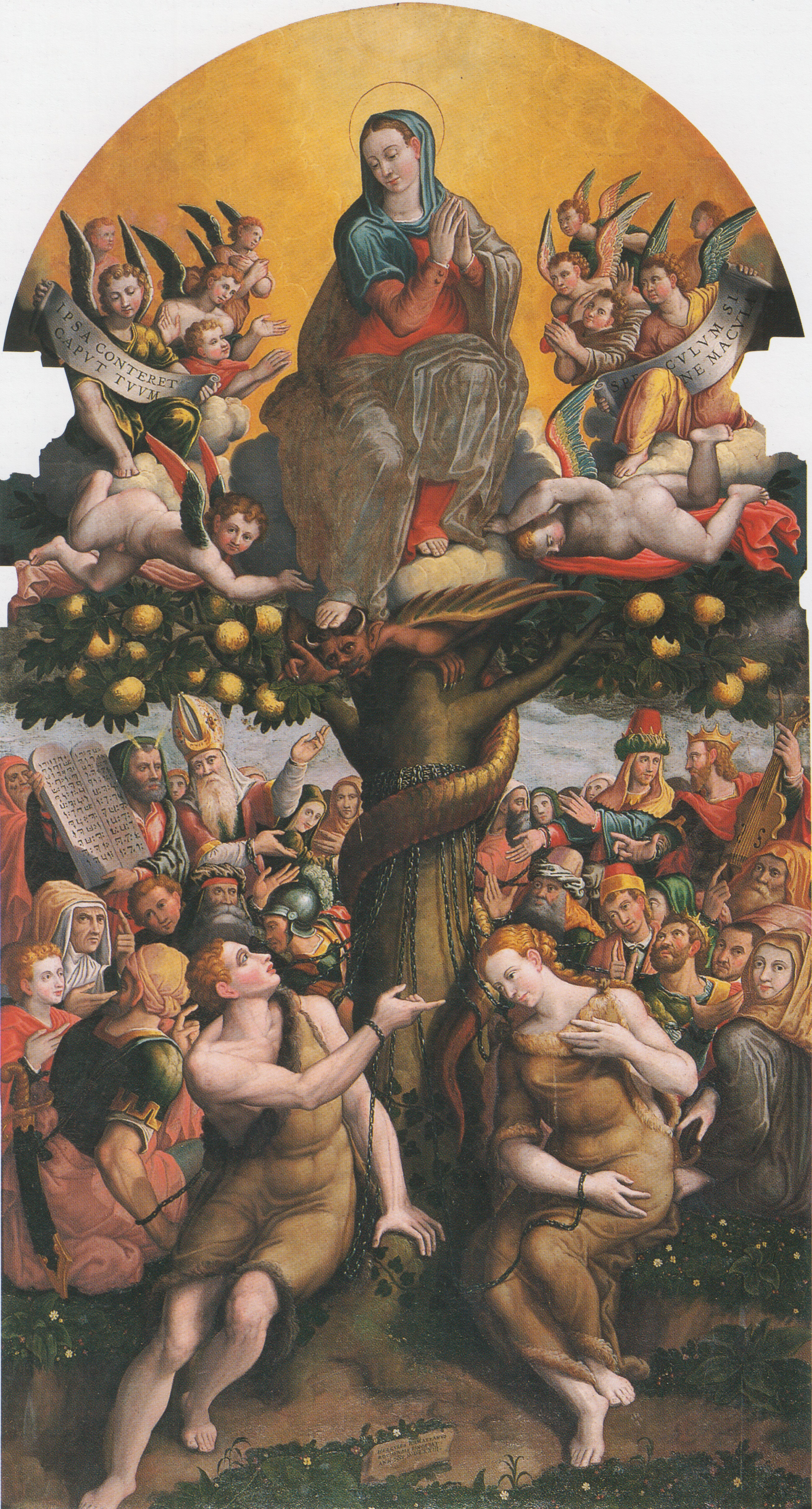
Ercole Ramazzani, L'Immacolata Concezione e l'albero della Scienza del Bene e del Male (Allegoria della Concezione), 1573, Matelica, chiesa di San Francesco

- « Così Dio fece crescere dal suolo ogni albero desiderabile alla vista e buono come cibo e anche l'albero della vita nel mezzo del giardino e l'albero della conoscenza del bene e del male. »  ( Genesi 2,9, su laparola.net.)

- « E Dio impose all'uomo anche questo comando: «Di ogni albero del giardino puoi mangiare a sazietà. Ma in quanto all'albero della conoscenza del bene e del male non ne devi mangiare, poiché nel giorno in cui ne mangerai certamente dovrai morire». »  ( Genesi 2,16, su laparola.net.)

Secondo il libro della Genesi, l'albero della conoscenza del bene e del male era posto nel centro del giardino di Eden. Il divieto di consumo riguardava solo l'albero della conoscenza del bene e del male. La disubbidienza avvenne così:
Adamo ed Eva mangiarono del frutto dell'albero della conoscenza del bene e del male e andarono incontro alla punizione: l'allontanamento da Eden e perciò l'impossibilità di continuare a nutrirsi col frutto dell'albero della vita;
Adamo, tuttavia, non morì subito, ma visse altri 930 anni.

## Nella religione islamica
La storia dell'albero della conoscenza del bene e del male si trova descritta anche nel Corano, libro sacro dell'Islam (in cui, peraltro, compaiono anche Adamo ed Eva), nella sūra 2. Dio avverte chiaramente i progenitori dell'umanità di stare lontani da quell'albero:
«E dicemmo: «O Adamo, abita il Paradiso, tu e la tua sposa. Saziatevene ovunque a vostro piacere, ma non avvicinatevi a quest'albero ché in tal caso sareste tra gli empi».»[2:35]

## Gnosticismo
In modo unico, la religione gnostica sosteneva che l'albero fosse interamente positivo o addirittura sacro. Secondo il trattato gnostico Sull'origine del mondo furono gli arconti a dire ad Adamo ed Eva di non mangiare il suo frutto, mentendo loro affermando che sarebbero morti dopo averlo assaggiato. Più avanti nella storia, un istruttore viene inviato dal Pleroma dagli eoni per salvare l'umanità e rivelare la gnosi. Questo salvatore lo fa dicendo ad Adamo ed Eva che mangiare il frutto è la via per la salvezza.

## La conoscenza del bene e del male
Gli studiosi discutono tuttora sul significato da attribuire all'albero. Per alcuni biblisti, "il bene e il male" sono un merismo per indicare la totalità della conoscenza e, perciò, in alcune Bibbie la denominazione "albero della conoscenza del bene e del male" è tradotta semplicemente con "albero della conoscenza". Il racconto, quindi, indicherebbe l'illusione umana di poter acquisire l'onniscienza divina con un semplice atto di disobbedienza.
In alcuni testi biblici (Deut 1,39; 1 Re 3,7-9; Is 7,15), tuttavia, il discernimento del bene dal male è la facoltà che caratterizza il passaggio alla maturità; il testo biblico quindi non descriverebbe un peccato dei progenitori, ma una loro crescita. Adamo, però, è presentato come un uomo già adulto (nel folklore ebraico gli sono assegnati venti anni) incaricato della cura del giardino e della supremazia su tutti gli animali. Egli non può essere privo di discernimento e proprio questa caratteristica è il presupposto della sua capacità di peccare.
In questo racconto, inoltre, la "conoscenza del bene e del male" è una caratteristica divina, che tuttavia l'uomo acquisisce consumando il frutto (Gen 3,22) e che determina conseguenze negative (la consapevolezza della propria nudità, cioè della propria fragilità e indegnità, e il senso di colpa; cfr Gen 3,7-10). Perciò l'azione di mangiare dall'albero, proibita all'uomo, è la decisione di stabilire autonomamente ciò che è bene e ciò che è male, prescindendo dal giudizio del Creatore. Peccando, l'uomo rifiuta di riconoscere la propria natura creaturale, ma questa illusione è subito smentita dalla morte. L'autonomia di giudizio, poi, si rivolta subito contro i progenitori, generando una grave perdita di autostima.
Il racconto biblico, in cui l'autonomia di giudizio morale è indicato con un albero, il peccato con la consumazione di un frutto e il demonio tentatore con un serpente è chiaramente metaforico e la genericità della descrizione è opportuna per impedire che la descrizione di un atto concreto ne assolutizzi il significato. Non è importante per il testo biblico che cosa esattamente abbiano fatto i progenitori, ma soltanto il fatto che abbiano deliberatamente violato un comandamento di Dio. Anche il catechismo della chiesa cattolica, che pure afferma che il peccato originale sia un evento storico, ammette che il racconto utilizza un "linguaggio d'immagini".

## Interpretazioni tradizionali circa la natura del frutto

### Ebraismo

#### Fico
La velocità della scena in Genesi 3,6-7 fa supporre che la coppia, sorpresa dall'immediato senso di vergogna per le proprie nudità, prese la prima cosa a portata di mano per coprirsi, le foglie dell'albero della conoscenza del bene e del male. Il libro della Genesi 3,7 dice che le foglie utilizzate erano foglie di fico, in ebraico תאנה (təe'na).

### Cristianesimo: la mela
Nella cultura dell'Europa occidentale, soprattutto a partire dal Medioevo, l'albero della conoscenza del bene e del male viene considerato un melo. Questa identificazione nasce probabilmente da una lettura allegorica del testo biblico: in latino la stessa parola, malum, può riferirsi sia al frutto del melo, sia al "male", e per questo motivo i commentatori avrebbero favorito l'identificazione, passata poi anche nelle arti figurative, tra il simbolico frutto dell'albero e la mela.
Si osservi che in alcune culture anteriori al cristianesimo, la mela era un attributo di Venere, la dea dell'amore nella sua accezione erotica. È possibile che l'iconografia di due giovani che si scambiano una mela sia poi stata riletta in ambito cristiano, dando origine alla identificazione tra il peccato originale e un peccato di natura sessuale.

## Esegesi ebraica sulle particolarità del peccato

### «Guardare e non toccare...»
Dio proibì ad Adamo di mangiare il frutto (Gen 2,17), ma questi aggiunse una proibizione riferendo ad Eva di non toccare neppure l'albero (Gen 3,3). Secondo la tradizione ebraica il peccato fu determinato o almeno favorito da questo errore di appesantire arbitrariamente le regole divine. Eva, infatti, toccò l'albero, casualmente o spinta dal serpente, senza subirne danno e perciò decise che non c'era alcun pericolo a mangiarne il frutto. La questione venne sollevata da Rabbi Chiyah nella parasha 19 del Genesis Rabbah, un testo midrashico del III secolo d.C. L'argomento ricompare nel Talmud babilonese (Sanhedrin 29a) ed è sviluppato ulteriormente nel primo capitolo dell'opera "I padri secondo Rabbi Nathan" (VIII-IX secolo), il più antico commentario del trattato Abot della Mishnah.